# Caso Baltimore
El caso Baltimore o el incidente del Baltimore fue un incidente diplomático ocurrido entre los gobiernos de Chile y Estados Unidos en el siglo XIX originado a raíz de un altercado de taberna protagonizado por marineros del crucero protegido USS Baltimore y citadinos en el puerto de Valparaíso en 1891. Las implicaciones geopolíticas involucraron bastante más que los hechos puntuales. 
La manipulación de la diplomática y el oportunismo estadounidense buscaron presionar al gobierno chileno recién elegido a quedar en una posición precaria de mediación.

## Antecedentes

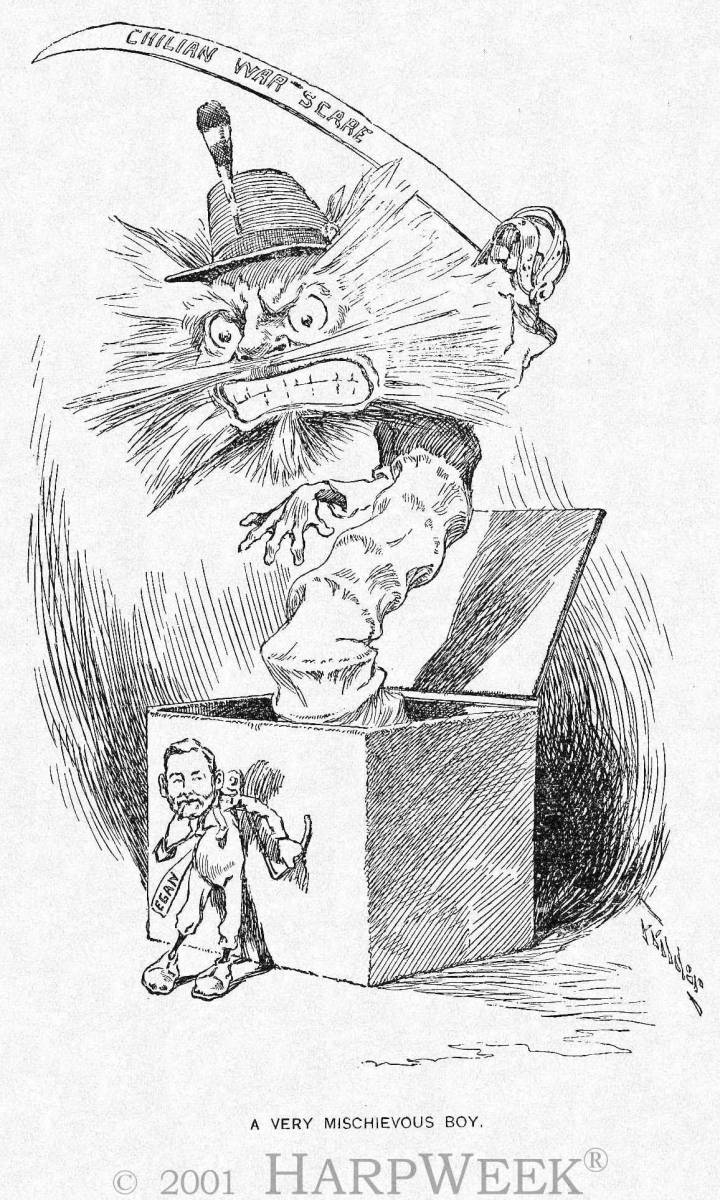
Un niño travieso que destapa una caja de sorpresas. En el sable aparece la inscripción "El susto de la guerra con Chile". Una revista estadounidense publicó esta caricatura de Patrick Egan para criticar su temeraria política (Harper's Weekly, 14 de noviembre de 1891).

Tras la Guerra del Pacífico (1879-1884), Estados Unidos no veía con buenos ojos a Chile debido al fracaso de la diplomacia estadounidense en lograr un consenso entre los países beligerantes.
En 1891, poco después del fin de la cruenta Guerra Civil de 1891, las relaciones entre Chile y Estados Unidos eran muy malas. Y esta situación vino a reventar tras la muerte de dos marineros estadounidenses en una pelea vulgar a la salida de una cantina. Estados Unidos, que había apoyado al depuesto José Manuel Balmaceda, amenazó a Chile con declarar la guerra si el nuevo gobierno chileno no obedecía un ultimátum y aceptaba las condiciones impuestas contrarias a lo que los tribunales de justicia chilenos habían determinado.
Por otra parte, el canciller argentino Estanislao Zeballos, ofreció ayuda material y moral al gobierno de los Estados Unidos para invadir militarmente Chile en dos frentes.

## Desarrollo
Cuando aún no terminaba la Guerra Civil de 1891 fue enviado al océano Pacífico sur, a pedido de los balmacedistas, el navío de guerra de los Estados Unidos Baltimore  para capturar al buque transatlántico mixto chileno llamado vapor Itata. Este buque había logrado burlar la prohibición impuesta por los Estados Unidos de abastecer con pertrechos de guerra al bando congresista.
Para peor suerte, llegó a Santiago un nuevo embajador estadounidense, Patrick Egan, un irlandés de nacimiento que había huido de la justicia británica a los Estados Unidos. Posteriormente obtuvo la ciudadanía estadounidense, pero su enconado rencor contra el Reino Unido hizo sospechar desde un comienzo a la prensa estadounidense si acaso ese sería un buen cónsul en un país con tan estrechas relaciones económicas con Gran Bretaña. Según Pedro Montt, representante de los congresistas en Washington D. C., Egan informaba continuamente al Secretario de Estado de los Estados Unidos James G. Blaine que la guerra civil era fomentada por Gran Bretaña y que una derrota de Balmaceda tendría consecuencias negativas para los EE. UU. En Gran Bretaña se temía exactamente lo contrario, que EE. UU fomentaba la guerra y que en caso de ganar los balmacedistas la influencia británica disminuiría. J. G. Blaine había intentado vanamente mediar durante la Guerra del Pacífico entre Bolivia, Chile y Perú, pero había fracasado.
Tras el término de la guerra civil y la derrota de los balmacedistas, muchos de ellos encontraron asilo en las legaciones de los EE. UU. Esto aumentó la tensión entre el nuevo embajador estadounidense y el nuevo gobierno, tanto por las sospechas chilenas de posibles conspiraciones que estarían organizando los asilados como a las sospechas estadounidenses de que las protestas frente a las legaciones eran orquestadas por el gobierno chileno. Egan, apoyado por el secretario de estado de los EE. UU. exigió salvoconductos de salida del país para todos los asilados. Esto ocurría a comienzos de octubre de 1891.

### Génesis del incidente

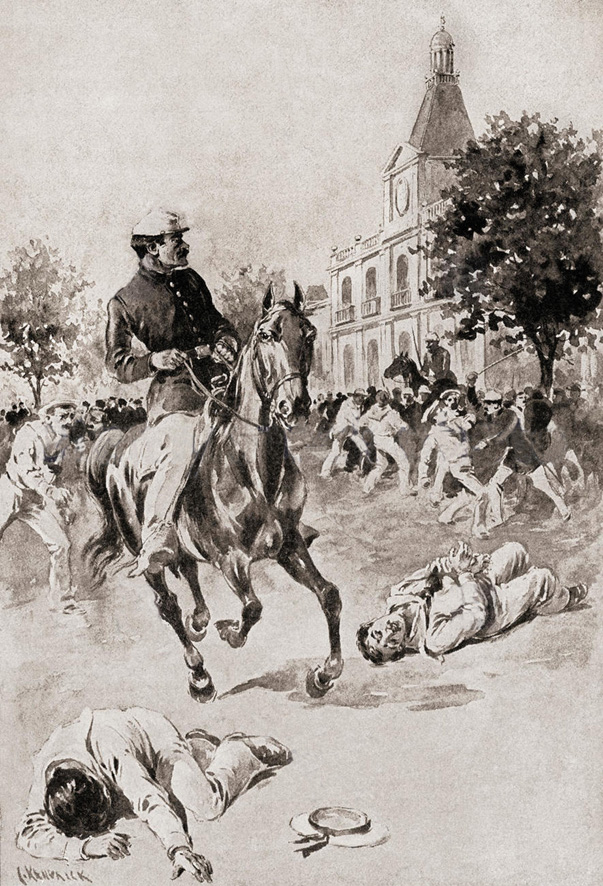
Ilustración del incidente ocurrido en Valparaíso.

El 16 de octubre de 1891, el capitán Winfield S. Schley del USS Baltimore, navío de guerra que estaba anclado en Valparaíso, dio permiso a sus 117 marineros para bajar a tierra dada la larga permanencia a la gira. Esto fue imprudente considerando el estado de las relaciones entre Chile y los EE. UU. Pero, más aún considerando que el USS Baltimore había evacuado a Perú a un gran número de balmacedistas y que los congresistas lo consideraban como partidarios de los balmacedistas.
Cerca de las 18:00 horas y bajo los efectos del alcohol, los marineros se encontraron en el bar True Blue con un grupo de obreros chilenos, iniciándose una discusión que terminó en una pelea con golpes, palos y piedras en la cual la marinería estadounidense sacó la peor parte con dos fatalidades propias y 17 contusos. Al lugar llegaron 40 policías y detuvieron a cerca de 40 marineros y a 10 chilenos en una cárcel cercana.
Según el informe de la policía chilena, el pleito comenzó cuando un marinero del USS Baltimore escupió ofensivamente un cuadro de Arturo Prat, héroe chileno de la Guerra del Pacífico, que colgaba de la pared del local. El acto demostraba el profundo malestar de la tripulación del buque estadounidense, obligado a permanecer en el mar, sin bajar a los burdeles de Valparaíso mientras duró la Guerra Civil, por las profundas tensiones entre Estados Unidos con las fuerzas congresistas. La versión de Egan fue que un marinero estadounidense fue escupido en la cara por un obrero chileno y dos marinos estadounidenses salieron en defensa del ofendido, en la revuelta, uno de ellos era el contramaestre Riggins quien fue ultimado de un disparo; los incidentes se extendieron hasta la Plaza Echaurren y otro marino, Trumbull resultó poli contusionado y asesinado a la bayoneta.

### La escalada

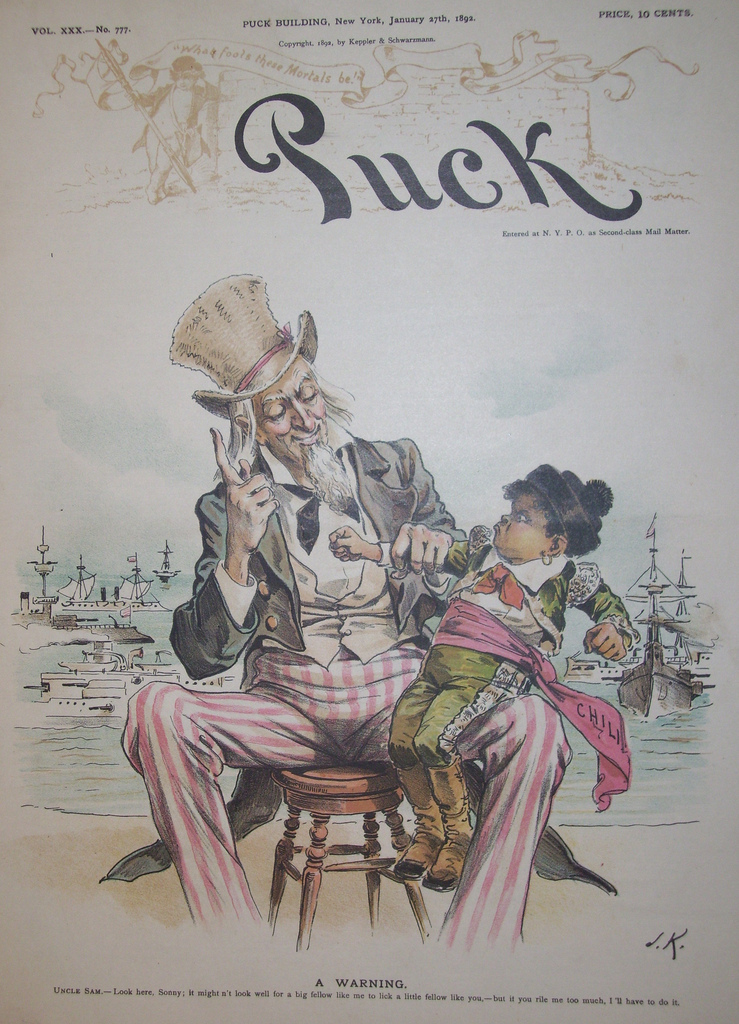
Caricatura en donde el tío Sam amedrenta con castigar a un pequeño Chile. En revista Puck, enero de 1892.

El capitán del USS Baltimore recibió instrucciones del Secretario de Marina de los Estados Unidos Benjamin Tracy de llevar a cabo una investigación de los sucesos, lo que cumplió apresuradamente.
Sin poner en duda la parcialidad de la investigación del capitán Schley, el Secretario de Estado de los EE. UU. (interino) William F. Wharton instruyó a Egan que comunicara a Chile lo siguiente: que los marineros estadounidenses se habían comportado correctamente, que estaban desarmados y que no habían provocado a nadie, que aparentemente el ataque había sido premeditado y por un número mucho mayor de atacantes, que la policía los había arrestado en vez de protegerlos y que como resultado de todo eso dos marineros habían muerto y 17 habían sido heridos. Wharton concluyó que esto sólo podía entenderse como un acto de hostilidad en contra de los Estados Unidos de América y expresaba su asombro de que aún Chile no hubiese pedido disculpas por el hecho.
Una nueva fuente de tensión se abrió con el incidente a la ya presente por los salvoconductos entre el embajador Egan y el ministro de Relaciones Exteriores de Chile Manuel Antonio Matta. Este le comunicó a Egan que sólo el resultado de la investigación judicial de los hechos, llevada por el juez E. Foster Recabarren de la corte de Valparaíso podía ser aceptada por el gobierno chileno y que, dada la separación de poderes existente en el país, no podría intervenir en ella. Sólo tras finalizada la investigación judicial decidiría el gobierno chileno si se debían disculpas al gobierno estadounidense. La investigación judicial fue terminada en diciembre y confirmó el carácter vulgar de la reyerta y sus resultados fueron comunicados al gobierno de los Estados Unidos por el gobierno chileno.
En noviembre de 1891 se sumó el caso de Patrick Shields, un marinero del buque mercante SS "Kaweenaw" de los EE. UU. Egan aseguraba que el marinero había sido detenido y golpeado sin provocación alguna. 
Matta respondió que la detención de Shields había sido más bien un acto de compasión dado el mal estado en que se le había encontrado y que además al gobierno estadounidense no le incumbía el asunto pues Shields tenía la nacionalidad irlandesa siendo por lo tanto súbdito de la Corona británica.
Egan fue instruido de no asistir a la asunción al poder del nuevo presidente de Chile Jorge Montt Álvarez.
El 10 de diciembre de 1891, el USS Baltimore recibía instrucciones de regresar a San Francisco, California.
En su discurso sobre el estado de la nación del 8 de diciembre de 1891, el presidente de los Estados Unidos, Benjamin Harrison, se refirió a incidente del USS Baltimore basándose en la versión de Schley y Egan. 
Cuando el ministro Manuel Matta supo de la referencia solicitó al entretanto representante del gobierno de Chile, Pedro Montt Montt, que corrigiese en duros términos las incriminaciones del presidente Harrison a Chile sobre errores, imprecisiones deliberadas, supuestos peligros para los balmacedistas asilados en las legaciones y supuestas provocaciones deliberadas a Egan en Chile. 
Montt, advirtiendo el peligro de quiebre diplomático que se cernía sobre las relaciones entre ambos países, no transmitió el mensaje a Harrinson. Sin embargo, después de una interlocución sobre el tema en el parlamento chileno, el diario "El Ferrocarril" publicó el texto completo de las instrucciones recibidas por Montt de parte de Matta. 
Egan transmitió a Washington el texto de las exigencias del gobierno chileno a su embajador en los Estados Unidos.
El 4 de enero de 1892 un alto funcionario de Ministerio de relaciones exteriores británico comunicó a Ross que de acuerdo a información confidencial recibida desde Washington, a no ser que Chile se disculpara prontamente, los Estados Unidos le declararían la guerra y ocuparían las salitreras antofagastinas como indemnización. 
Ross ya había informado que de ninguna potencia europea podría esperar ayuda. Las mismas informaciones habían sido hechas llegar a los representantes chilenos en Berlín, Gonzalo Bulnes y en París, Augusto Matte que ya las habían transmitido a Santiago.
Advertido desde Europa por su representante en Londres Ross acerca de la intenciones belicosas en Norteamérica, el gobierno de Chile, como un gesto conciliador, cambió a su ministro de relaciones exteriores Manuel Antonio Matta por Luis Pereira Cotapos. El 19 de enero de 1892, en Washington Montt y Blaine parecían haber llegado a un acuerdo de mediación por una tercera potencia si fuese necesario. Sin embargo, las advertencias alarmantes desde Europa no cesaban de llegar al gobierno chileno.

### Ultimátum
El 23 de enero de 1892 el ministro de relaciones exteriores de Chile recibió de manos de Patrick Egan un ultimátum redactado por el Secretario de Estado Blaine el 21 de enero en el que le comunicaba que su presidente tras la lectura de la investigación de la justicia chilena sobre el incidente del USS Baltimore no había podido cambiar su opinión sobre el asunto: que el ataque era contra los Estados Unidos, que fue premeditado y que Chile había sido culpable de no proteger la vida y la integridad de los marineros y que en caso de que Chile no se retractase pronta y satisfactoriamente los EE. UU. romperían relaciones diplomáticas con Chile. 
Dos días después el presidente Harrison envió un discurso de 14 páginas al Congreso acusando la animosidad chilena contra la Unión y que aún no había contestado el ultimátum del 21 de enero.
Los preparativos bélicos del gobierno estadounidense de Benjamin Harrison comenzaron. El «padre del poder naval» en persona Alfred Mahan habría sido convocado a Washington para consultas.

## Participación de Argentina

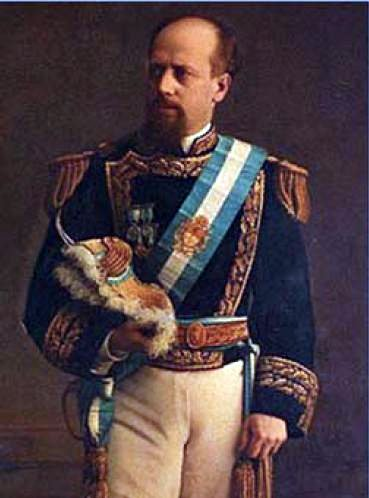
Julio Argentino Roca, presidente de Argentina al momento del incidente.

En ese momento crítico para Chile, Estanislao Zeballos, entonces canciller de la Argentina, ofreció amplio apoyo para la flota invasora del país del norte. Así lo documentó el ministro de EEUU en Argentina, R.S. Pitkin, por oficio confidencial N° 178, fechado en Buenos Aires el 25 de enero de 1892. De acuerdo a este informe, el canciller Zeballos lo citó a una reunión, y tras desplegar un mapa regional sobre la mesa, dijo que:

Si la escuadra norteamericana tomaba Antofagasta podría abastecerse de productos agrícolas desde Salta. Argentina los enviaría. Que si lograba tomarse Antofagasta podía usar como base de estación el estuario de El Plata y que las tropas americanas podrían cruzar el territorio argentino rumbo a Chile
Estanislao Zeballos

Este documento ha dado lugar a detenidos análisis historiográficos, tanto en Argentina como en Chile y en centros académicos de terceros países. Historiadores anglosajones como Mc Gann (1957), Pike (1963), Peterson (1964), Burr (1965) y Sater (1990). En Argentina, el análisis más importante de este tema es el que realizó Roberto Etchepareborda, quien intentó defender la actitud de Zeballos. El citado historiador examinó el caso y escribió un artículo específico sobre el tema. Su objetivo era atenuar el significado de la acción de Zeballos. Pero su apología del canciller argentino resulta débil e inconsistente pues Etchepareborda no pudo encontrar ninguna prueba clara para defenderlo.
Del lado chileno, en cambio, estos documentos han sido más difundidos y ocupan un lugar destacado en obras como las de José Miguel Barros (1950, 1963), Dupuy Grez (1968), Barros Van Buren (1970, 1991) y Meneses Ciuffardi (1989). La evaluación histórica de esta actitud ha sido muy contundente. Un estudio[¿cuál?] especializados en este conflicto ha señalado que «Buenos Aires demostró una duplicidad infraternal con el generoso ofrecimiento de bases argentinas a los americanos para atacar Chile». La propuesta de Zeballos, en el sentido de comprometer el apoyo oficial de la Argentina a una fuerza extra-latinoamericana que amenazaba invadir a un país vecino, fue un claro reflejo de la tradición ideológica que Zeballos lideró a lo largo de toda su vida.
En 1902, Zeballos justificó el carácter exclusivamente «moral» de su acercamiento a Washington en los siguientes términos:

Políticos frívolos e intrigantes me han atribuido en Chile y en la Argentina el plan, pero hay prueba en contrario en los archivos públicos, como hay que me negué a cooperar eficazmente a la acción de los Estados Unidos ... para asestar a Chile un golpe mortal a raíz del suceso del Baltimore... Sobran también los documentos para comprobar que en aquel momento, el más agudo de la cuestión argentino-chilena, manifesté al gobierno norteamericano, respondiendo a una consulta de Mr. Blaine, que la República Argentina, miraría con desagrado el ataque a Chile, y que este produciría en Sud América un efecto moral y comercial muy desfavorable a Estados Unidos.
Estanislao Zeballos

El Ministro Quesada negó reiteradamente en sus memorias diplomáticas y en declaraciones públicas haber recibido instrucciones para proponer a la Secretaría de Estado una alianza, lo que hubiera ido contra sus convicciones más arraigadas y su pensamiento íntimo sobre el desarrollo del proceso diplomático generado por el íncidente de Valparaíso, según está documentado en sus informes reservados remitidos a la cancillería argentina.
En este sentido afirmó «No estaba el gobierno de Buenos Aires en condiciones de permitir el paso de fuerzas norteamericanas por el territorio nacional como se asevera en algunas publicaciones. Esa autorización sólo el Congreso podía concederla. Un antecedente, que estaba vivo en el recuerdo público, pone en evidencia la imposibilidad de que se pudiera obtener un permiso parlamentario de esa naturaleza. Pocos meses antes, el ministro de Chile había requerido autorización para que tropas de su país, que participaban en la guerra civil, ingresaran al territorio argentino con la intención de cruzar la cordillera de los Andes (...)
Como un calco de las inexactas versiones que circularon con motivo de la tensión generada entre Chile y los Estados Unidos, se difundió el rumor de que existía un acuerdo por el cual el Perú daría asistencia a los Estados Unidos en el conflicto contra Chile para obtener en compensación los territorios que perdió en la Guerra del Pacífico. El representante peruano en Washington al comunicar a su gobierno estas referencias subraya la falsedad de las mismas en términos categóricos.
Las versiones que entonces tomaron vuelo constituían un recurso no infrecuente en las operaciones que se cumplen en la arena internacional.»

## La transigencia de Chile
El día 25 de enero el presidente Jorge Montt había resuelto con su gabinete ceder ante las presiones y disculparse por los incidentes, por la demora en la investigación y retirar expresamente las instrucciones enviadas al embajador Pedro Montt y expresado su acuerdo en que la Corte de los Estados Unidos investigase los hechos. 
Este mensaje le fue transmitido al presidente Harrison, quien el 28 de enero comunicó al Congreso «el cambio en la actitud de Chile» asociándolo implícitamente a su duro ultimátum, sin considerar que la disposición de buen ánimo del gobierno chileno era de larga data.
Posteriormente el gobierno chileno aceptó pagar una indemnización de US$ 75 000[cita requerida] a las familias de los dos marineros muertos en la reyerta y el incidente fue zanjado diplomáticamente.

## Análisis
Muchos han buscado las razones de la desproporcionada amenaza estadounidense por un asunto de tal nimiedad, entre las razones que se pueden dar están:
- El deseo de los EE.UU de señalar a Europa y a los hispanoamericanos que desde ese momento sus deseos serían ley en América.
- El deseo de separar económicamente a Chile de Europa. Los EE. UU. veían con preocupación las excelentes relaciones económicas entre Gran Bretaña y Chile.
- La consecuencia directa de las teorías de Alfred Thayer Mahan y la necesidad de obtener los fondos necesarios para sus proyectos en el congreso estadounidense.
- El intento del presidente Harrison de obtener cohesión y adhesión interna creando una amenaza de guerra.

Este "triunfo" allanó el camino para la guerra por Cuba contra España de 1898.
Para Chile, que había obtenido una contundente victoria en la Guerra del Pacífico en 1883, fue un amargo despertar. Más aún cuando ocurrió al término de una sangrienta guerra civil. 
Manuel A. Matta escribió en 1892 poco antes de morir: tales actos solo pueden tener fin cuando... se levante la opinión pública y dé vida a un derecho internacional en el hemisferio que coloque al poderoso y al débil a un mismo nivel. También los ciudadanos de Harrison y Blaine deberán respetar un día el deseo que se levanta en el continente de Colón. Una noción que contradecía la política aislacionista de Diego Portales.
Dado que ni el aislacionismo ni la unión con los países americanos habían prosperado, Chile buscó apoyo en Europa.

Protagonistas del Incidente Baltimore
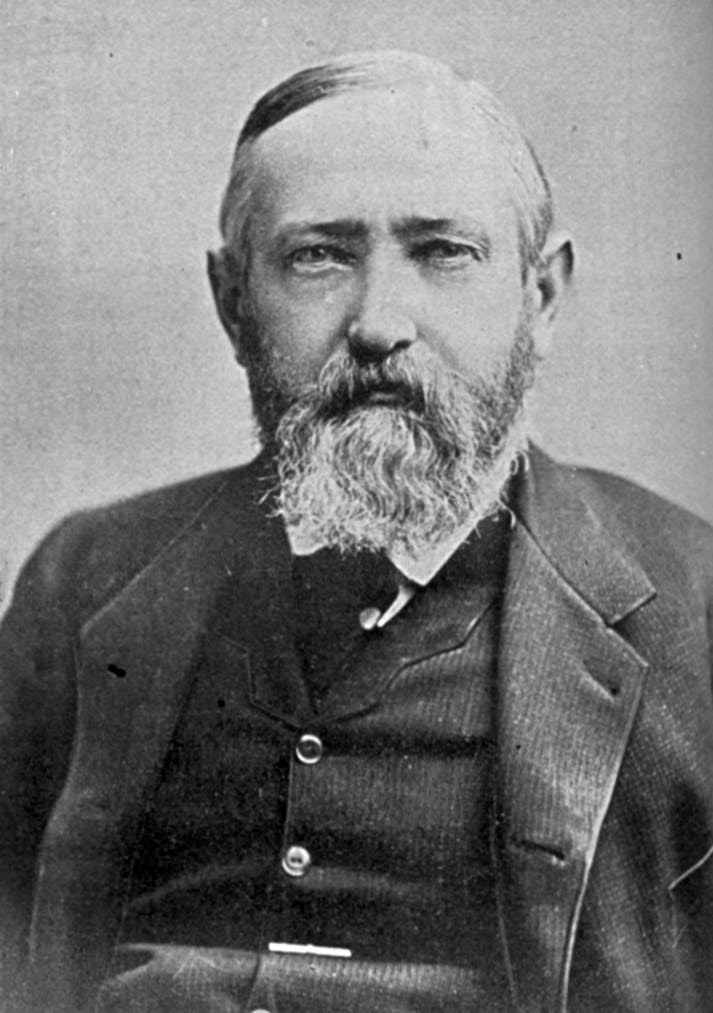
Presidente de EE.UU, Benjamin Harrison.
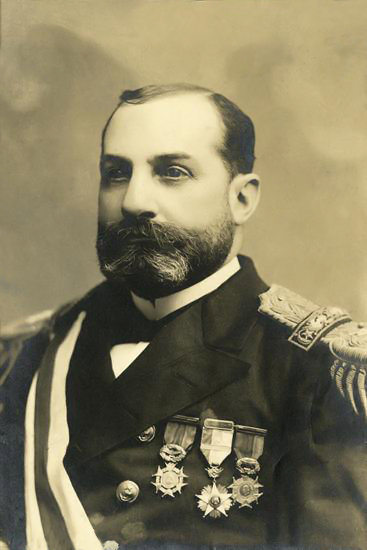
Presidente chileno, Jorge Montt.
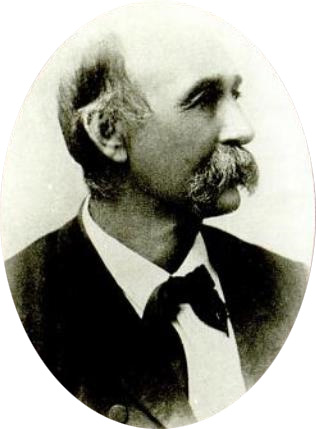
Canciller Manuel A. Matta.
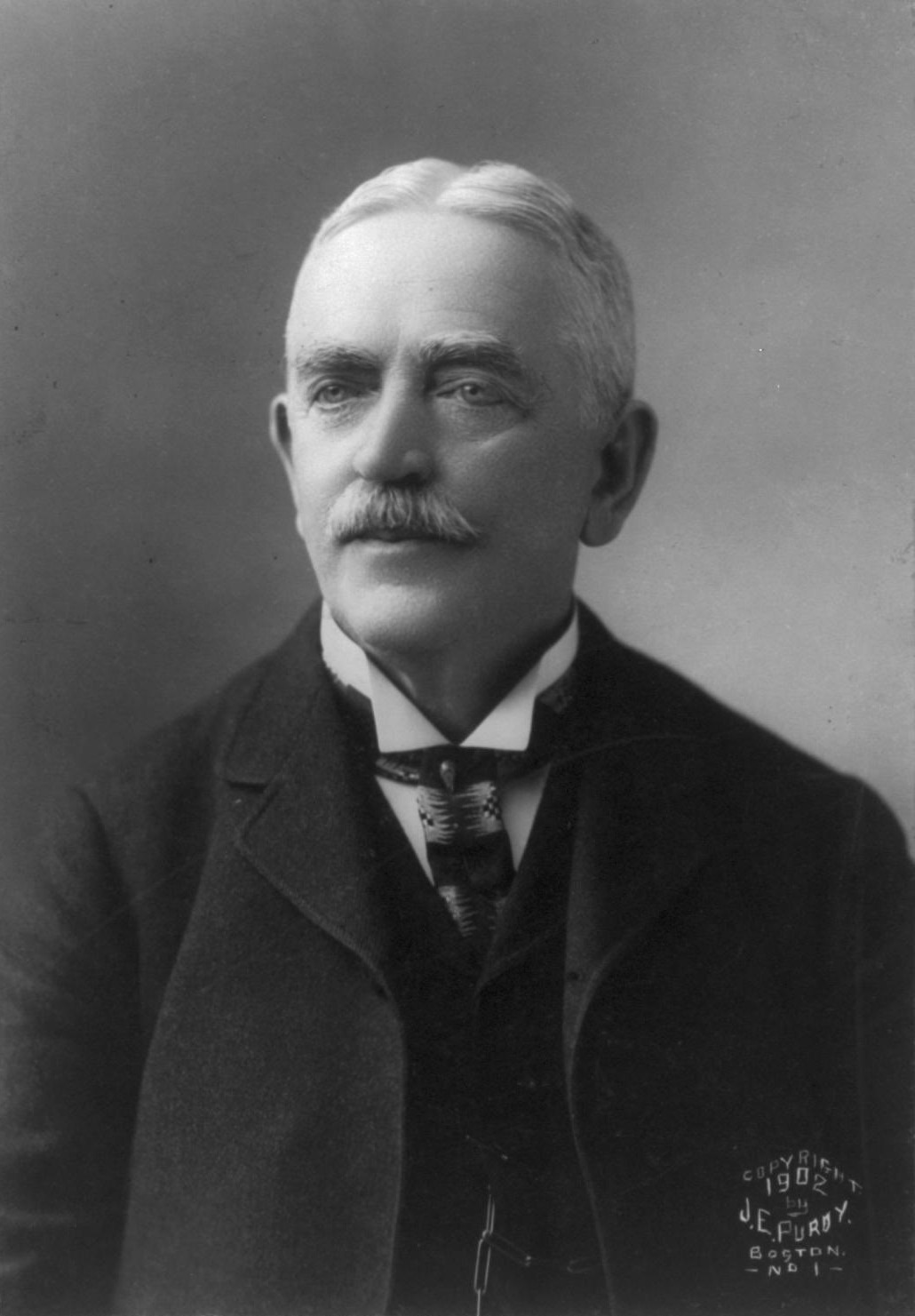
Patrick Egan, embajador de Estados Unidos en Chile entre 1889 – 1893 .
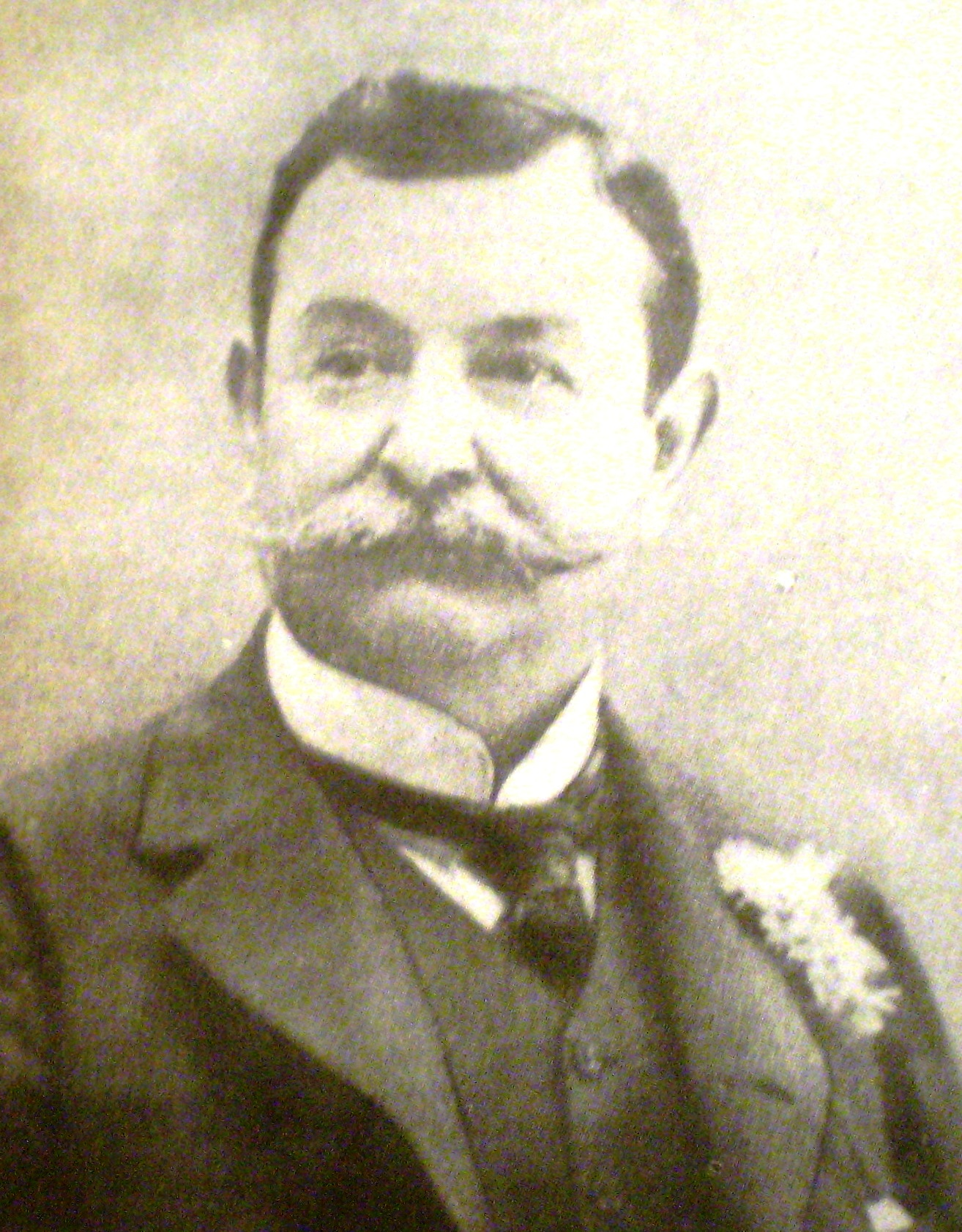
Diplomático argentino Estanislao Zeballos.
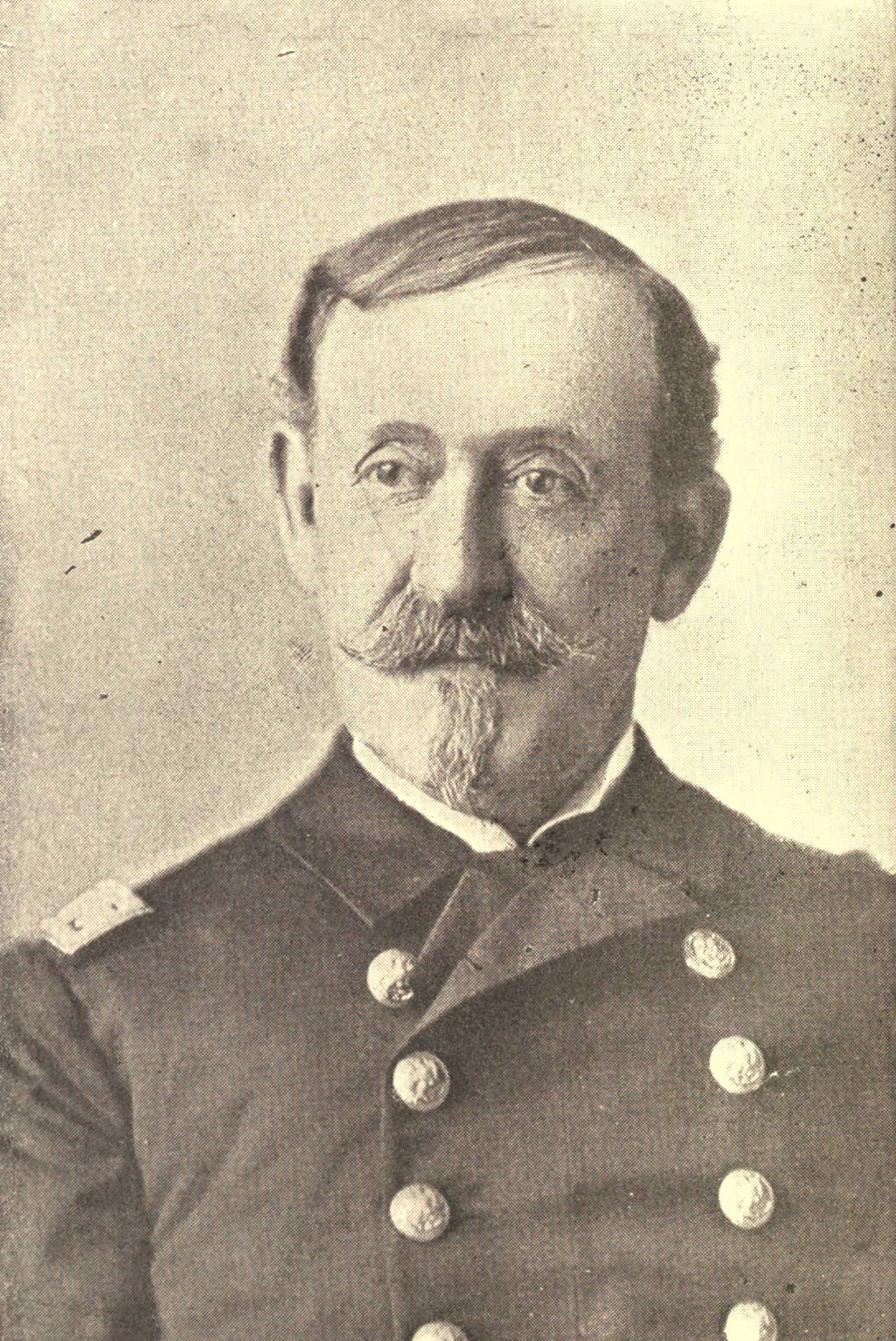
Comandante del USS Baltimore, Winfield S.Schley.